# Mascara Gadduresa

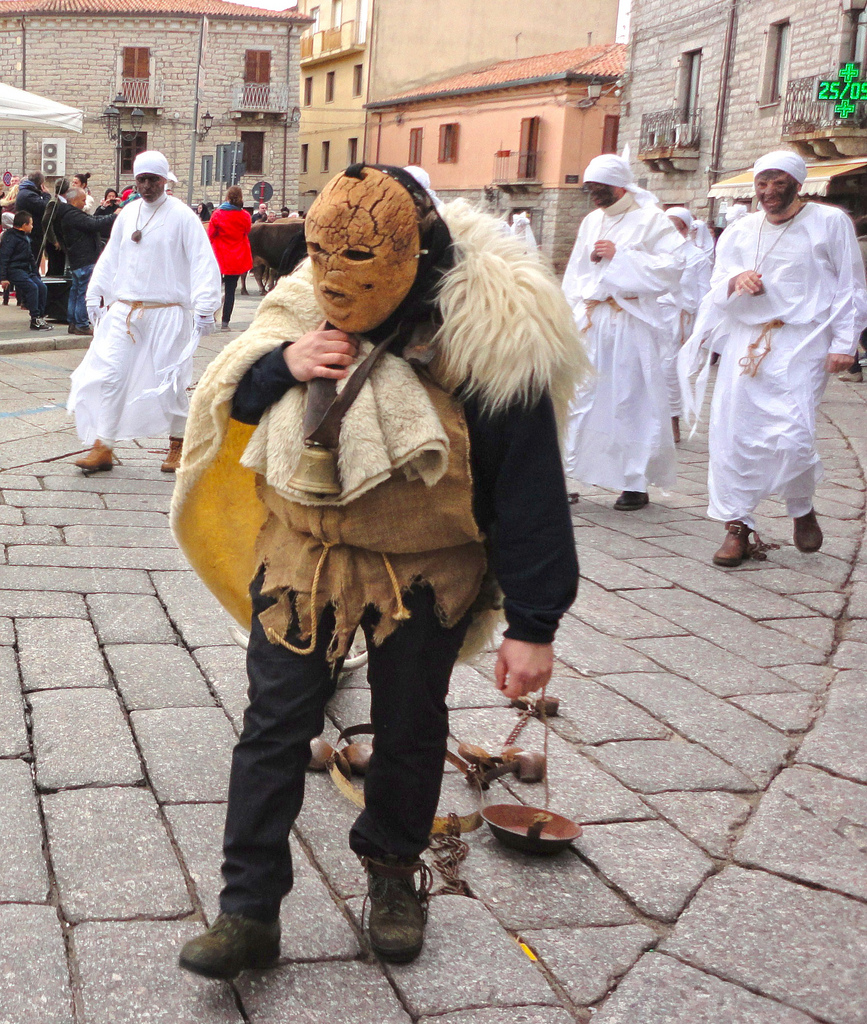
Lu Traicogghju e, in secondo piano, La Reula.

La Mascara Gadduresa (dal gallurese, la maschera gallurese) è un gruppo di antiche maschere tradizionali galluresi, carnevalesche e non, di Calangianus. Sono suddivise in Li Mascari Brutti e Li Mascari in Linzolu. Trattasi di maschere grottesche, magiche, rituali e zoomorfe che rappresentano diverse incarnazioni degli spiriti sulla terra.

## Li Mascari Brutti

### Lu Traicogghju e La Fuglietta

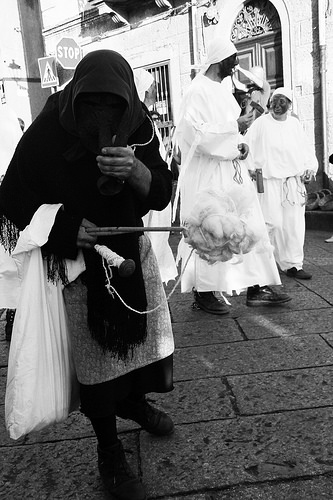
La Filugnana in primo piano.

Sicuramente la più caratteristica tra Li Mascari Brutti, Lu Traicogghju rappresenta uno spirito penitente che trascina una pesante pelle (cogghju) di toro (trau). Trattasi di una sintesi tra una figura animalesca e demoniaca: infatti, si pensava in antichità che gli spiriti si calassero fra gli uomini con sembianze animali. Vuole quindi rappresentare un limite con un uomo selvatico, munito di strumenti capaci di produrre suoni inquietanti. Essi vestono una pesante pelliccia, una maschera in sughero e dei campanacci o altri oggetti legati e trascinati per terra assieme ad una pelle di toro.
Anche la figura unica de La Fuglietta personifica un'anima sotto forma di figura animale, che ha come unico obiettivo quello di tormentare le vite degli umani.

### La Reula
La Reula è una schiera di anime penitenti pari o superiore a 5 che, secondo le credenze popolari, girava per i paesi della Gallura da mezzanotte fino al crepuscolo. Essa veniva considerata tradizionalmente come anticipatrice e portatrice di eventi funesti o sventure, perciò era molto temuta. Secondo la superstizione popolare, tale processione non deve essere disturbata né interrotta in nessuna maniera, poiché ciascun'anima era pronta ad espiare una colpa, compiuta in vita, facendo penitenza. Qualsiasi intralcio avrebbe potuto comportare gravi conseguenze per il malcapitato di turno.
I figuranti de La Reula vestono un lungo lenzuolo bianco legato con una corda, truccati con della polvere di carbone sul viso.

### La Filugnana
La Filugnana rappresenta la figura della filatrice che, secondo la tradizione, aveva la caratteristica di scandire e porre fine allo scorrere del tempo dell’uomo. Il filo di lana che porta rappresenta la vita di ciascuno: l’operazione del filare richiama la nascita, lo sbocciare della vita, l’avvolgere il filo richiama lo scorrere della vita ed infine il taglio dello stesso richiama la conclusione della vita.

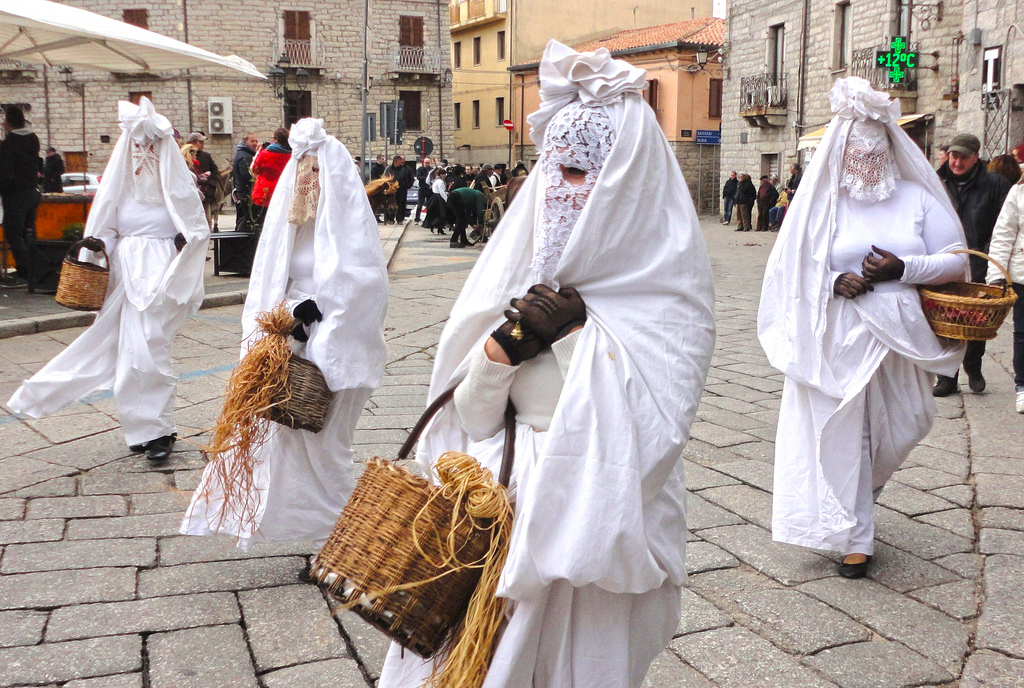
Li Linzoli Cupaltati

La Filugnana rappresenta quindi la personificazione e l’unificazione di tre sorelle: nascita, crescita e morte. Essa è rappresentata con un mantello nero, sia con un fuso che con delle forbici in mano, nell’atto di filare e tagliare il filo della vita. Il richiamo al Fato si rileva anche dal fatto che questa maschera ha il viso completamente coperto richiamando così, con l’indefinitezza del volto, la casualità del destino, il quale domina su tutti ma non si mostra mai a nessuno.

## Li Mascari in Linzolu

### Li Linzoli Cupaltati
Li Linzoli Cupaltati rappresentano la maschera più caratteristica e diffusa tra Li Mascari in Linzolu. Trattasi di una caratteristica maschera che viene utilizzata principalmente dalle donne, la cui evoluzione ha portato la nascita della più famosa maschera carnevalesca gallurese: il domino, caratterizzato da un lenzuolo che copre interamente chi la indossa. Essa vuole, dopo il passaggio delle anime malvagie, ricreare il divertimento dell’equivoco e del mistero. Trattasi di una maschera carnevalesca tipica, che anticamente copriva un ruolo fisso nel carnevale tempiese.
I vestiti de Li Linzoli Cupaltati venivano anticamente realizzati con semplici materiali facilmente reperibili nelle case, oggi largamente evoluti: lenzuola bianche che venivano legate in vita e sul capo, completate da velette o centrini che coprivano il viso.